# سبنسر (بلدة)
سبنسر (بالإنجليزية: Spencer)‏ هي بلدة في مقاطعة وورسستر، ماساتشوستس في الولايات المتحدة. بلغعدد السكان 11,688 في تعداد عام 2010.

## التاريخ
أول من استقر في سبنسر كان ناثانيال وود عام 1717، وأول استقر بشكل دائم كان صموئيل بيميس في 1721. تأسست رسميا في 12 أبريل 1753، وانفصلت عن مدينة ليستر. وتمت تسميتها سبنسر على حاكم ماساتشوستس وقتها سبنسر فيبس. وكانت سبنسر موطن عائلة هاو من المخترعين، بما فيهم إلياس هاو، الذي اخترع ماكينة الخياطة التي تعمل بالدرزة المتشابكة.

## أعلام
- فرانك بيرد
- ويليام هاو
- دون براون
- جيم ماكورميك
- توماس كيتينغ
- ناثان كوب